# Tind
Tind är ett fiskeläge i Moskenes kommun i Nordland fylke i norra Norge. Orten ligger vid Europaväg 10, på den södra delen av ön Moskenesøya. Den utgör en del av tätorten Sørvågen.
Sydväst om orten ligger byn Å, som är den västliga ändpunkten för Europaväg 10.